# Élections municipales kosovares de 2017
Les élections municipales kosovares de 2017 se tiennent le 22 octobre 2017 ainsi que le 19 novembre dans le cas d'un second tour. 

## Système électoral
Assemblées : 
Les membres des assemblés sont élus à la proportionnelle (liste), avec des sièges réservés pour les minorités nationales, dans chacune des municipalités du Kosovo
Maires :
Les élections des maires se font à la majorité absolue. Dans le cas où aucun candidat ne parvient à obtenir 50 % des suffrages, un second tour est organisé. 

## Les partis et coalitions

Les municipalités du Kosovo

La Commission Électorale Centrale a certifié pour les élections du 22 octobre 91 sujets politiques (35 partis politiques, une coalition, 30 initiative citoyenne et 25 candidats indépendants).

## Maires sortants et maires élus
| Municipalité      | Ancien maire        | Parti       | Nouveau maire      | Parti       |
| ----------------- | ------------------- | ----------- | ------------------ | ----------- |
| Deçan             | Rasim Selmanaj      | AAK-AKR-LDD | Bashkim Ramosaj    | AAK         |
| Dragash           | Salim Jenuzi        | PDK         | Shaban Shabani     | PDK         |
| Ferizaj           | Muharem Svarqa*     | LDK         | Agim Aliu          | PDK         |
| Gjakova           | Mimoza Kusari-Lila* | AKR         | Adrian Gjini       | AAK         |
| Gjilan            | Lutfi Haziri*       | LDK         | Lutfi Haziri       | LDK         |
| Gllogoc           | Nexhat Demaku       | PDK         | Ramiz Lladrovci    | PDK         |
| Graçanica         | Branimir Stojanovic | GI Srpska   | Srdjan Popović     | SL          |
| Hani i Elezit     | Rufki Suma*         | Indépendant | Rufki Suma         | Independent |
| Istog             | Haki Rugova*        | LDK         | Haki Rugova        | LDK         |
| Junik             | Agron Kuçi*         | AAK-AKR-LDD | Agron Kuçi         | AAK         |
| Kaçanik           | Besim Ilazi*        | PDK         | Besim Ilazi        | PDK         |
| Kamenicë          | Begzad Sinani       | PDK         | Qëndron Kastrati   | VV          |
| Klinë             | Sokol Bashota       | PDK         | Zenun Elezi        | AAK         |
| Kllokot           | Srecko Spasič       | SL          | Strahinja Spasič   | SL          |
| Fushë Kosovë      | Burim Berisha*      | LDK         | Burim Berisha      | LDK         |
| Leposaviq         | Dragan Jablanovic*  | GI Srpska   | Zoran Todić        | SL          |
| Lipjan            | Imri Ahmeti*        | LDK         | Imri Ahmeti        | LDK         |
| Malishevë         | Ragip Begaj*        | Indépendant | Ragip Begaj        | NISMA       |
| Mamushë           | Arif Bütüç*         | KTAP        | Abdülhadi Krasniç  | KDTP        |
| Mitrovicë         | Agim Bahtiri*       | AKR         | Agim Bahtiri       | AKR         |
| Mitrovica Veriore | Krstimir Pantic*    | GI Srpska   | Goran Rakić        | SL          |
| Novobërdë         | Svetislav Ivanović* | GI Srpska   | Svetislav Ivanović | SL          |
| Obiliq            | Xhafer Gashi        | AAK-AKR-LDD | Xhafer Gashi       | AAK         |
| Rahovec           | Idriz Vehapi*       | PDK         | Smajl Latifi       | AAK         |
| Partesh           | Dragan Nikolić      | GI Srpska   | Dragan Petkovic    | SL          |
| Pejë              | Gazmend Muhaxheri*  | LDK         | Gazmend Muhaxheri  | LDK         |
| Prishtinë         | Shpend Ahmeti*      | VV          | Shpend Ahmeti      | VV          |
| Prizren           | Ramadan Muja        | PDK         | Mytaher Haskuka    | VV          |
| Podujevë          | Agim Veliu*         | LDK         | Agim Veliu         | LDK         |
| Ranillug          | Gradimir Mikic      | GI Srpska   | Vladica Aritonović | SL          |
| Skënderaj         | Sami Lushtaku       | PDK         | Bekim Jashari      | Independent |
| Shtërpcë          | Bratislav Nikolić*  | SLS         | Bratislav Nikolić  | SL          |
| Shtime            | Naim Ismajli*       | PDK         | Naim Ismajli       | PDK         |
| Suharekë          | Sali Asllanaj*      | LDK         | Bali Muharremi     | AAK         |
| Viti              | Sokol Haliti        | LDK         | Sokol Haliti       | LDK         |
| Vushtrri          | Bajram Mulaku       | PDK         | Xhafer Tahiri      | LDK         |
| Zubin Potoku      | Stevan Vulović*     | GI Srpska   | Stevan Vulović     | SL          |
| Zveçan            | Vučina Janković*    | GI Srpska   | Vučina Janković    | SL          |

| Parti | Parti                             | Maires élus |
| ----- | --------------------------------- | ----------- |
|       | Liste serbe                       | 10          |
|       | Ligue démocratique du Kosovo      | 8           |
|       | Alliance pour l'avenir du Kosovo  | 7           |
|       | Parti démocratique du Kosovo      | 5           |
|       | Autodétermination                 | 3           |
|       | Indépendants                      | 2           |
|       | Alliance pour un nouveau Kosovo   | 1           |
|       | Initiative pour le Kosovo         | 1           |
|       | Parti démocratique turc du Kosovo | 1           |

## Résultats dans les principales villes

### Pristina
- VV: 17 sièges
- LDK: 15 sièges
- PDK: 6 sièges
- AAK: 5 sièges
- AKR: 4 sièges
- LB: 2 sièges
- NISMA: 1 siège
- Alternativa: 1 siège

|                |                                     | Premier tour | Premier tour   | Second tour | Second tour    |        | Assemblée municipale | Assemblée municipale | Assemblée municipale | Assemblée municipale |
| Candidats      | Parti                               | Voix         | % des exprimés | Voix        | % des exprimés | Voix   | % des exprimés       | Sièges               | +/-                  |                      |
| -------------- | ----------------------------------- | ------------ | -------------- | ----------- | -------------- | ------ | -------------------- | -------------------- | -------------------- | -------------------- |
| Shpend Ahmeti  | Vetëvendosje!                       | 38 294       | 43,61%         | 42 262      | 50,22%         | 27 127 | 33,12 %              | 17                   | 7                    |                      |
| Arban Abrashi  | Ligue démocratique du Kosovo        | 31 428       | 35,79%         | 41 897      | 49,78 %        | 23 203 | 28,33                | 15                   | 3                    |                      |
| Selim Pacolli  | Alliance pour un nouveau Kosovo     | 8 965        | 10,21 %        |             |                | 6 238  | 7,62 %               | 4                    | -                    |                      |
| Lirak Çelaj    | Parti démocratique du Kosovo        | 5 128        | 5,84 %         |             |                | 9 005  | 10,99 %              | 6                    | 2                    |                      |
| Arber Vllahiu  | Alliance pour l'Avenir du Kosovo    | 2 862        | 3,26 %         |             |                | 8 198  | 10,01 %              | 5                    | 1                    |                      |
| -              | Mouvement pour le rassemblement     | -            | -              |             |                | 2 621  | 3,20 %               | 2                    | -                    |                      |
| Shyqiri Bytyqi | L'Initiative pour le Kosovo (NISMA) | 611          | 0,70 %         |             |                | 2 323  | 2,84 %               | 1                    | 1                    |                      |
| Rifat Deri     | L'Alternative (Kosovo)              | 271          | 0,31 %         |             |                | 1 196  | 1,46 %               | 1                    | 1                    |                      |
| Avni Çamaku    | Partia Fjala                        | 250          | 0,28 %         |             |                | 208    | 0,25 %               | 0                    |                      |                      |

Répartition des sièges de l'Assemblée municipal de Pristina
VV: 17 sièges
LDK: 15 sièges
PDK: 6 sièges
AAK: 5 sièges
AKR: 4 sièges
LB: 2 sièges
NISMA: 1 siège
Alternativa: 1 siège

Le "Mouvement pour le rassemblement" n'a pas de candidat et ne participe donc pas au scrutin qui concerne l'élection du maire de Pristina

### Gjilan
|                |                                          | Premier tour | Premier tour   | Second tour | Second tour    |        | Assemblée municipale | Assemblée municipale | Assemblée municipale |
| Candidats      | Parti                                    | Voix         | % des exprimés | Voix        | % des exprimés | Voix   | % des exprimés       | Sièges               |                      |
| -------------- | ---------------------------------------- | ------------ | -------------- | ----------- | -------------- | ------ | -------------------- | -------------------- | -------------------- |
| Lutfi Haziri   | Ligue démocratique du Kosovo             | 19 755       | 43,51%         | 21 261      | 63,81%         | 14 721 | 34,35 %              | 11                   |                      |
| Sami Kurteshi  | Vetëvendosje!                            | 12 614       | 27,78%         | 12 057      | 36,19 %        | 8 604  | 20,08 %              | 6                    |                      |
| Zenun Pajaziti | Parti démocratique du Kosovo             | 8 182        | 18,02 %        |             |                | 7 350  | 17,15 %              | 6                    |                      |
| Rexhep Kadriu  | Alliance pour l'Avenir du Kosovo         | 3 873        | 8,53 %         |             |                | 4 930  | 11,5 %               | 4                    |                      |
| Bajram Hasani  | L'Initiative pour le Kosovo (NISMA)      | 678          | 1,49 %         |             |                | 1 982  | 4,63 %               | 2                    |                      |
| -              | KDTP - Parti démocratique turc du Kosovo | -            | -              |             |                | 827    | 1,93 %               | 1                    |                      |
| -              | Initiative citoyenne VATRA               | -            | -              |             |                | 749    | 1,75 %               | 1                    |                      |
| -              | Srpska Lista (SL)                        | -            | -              |             |                | 660    | 1,54 %               | 1                    |                      |
| Naser Morina   | Parti De La Justice (Kosovo)             | 299          | 0,66 %         |             |                | 523    | 1,22 %               | 0                    |                      |

### Ferizaj
|                 |                                     | Premier tour | Premier tour   | Second tour | Second tour    |        | Assemblée municipale | Assemblée municipale | Assemblée municipale |
| Candidats       | Parti                               | Voix         | % des exprimés | Voix        | % des exprimés | Voix   | % des exprimés       | Sièges               |                      |
| --------------- | ----------------------------------- | ------------ | -------------- | ----------- | -------------- | ------ | -------------------- | -------------------- | -------------------- |
| Agim Aliu       | Parti démocratique du Kosovo        | 19 961       | 39,16%         | 24 384      | 56,18%         | 14 287 | 30,41 %              | 13                   |                      |
| Muharrem Sfarqa | Ligue démocratique du Kosovo        | 15 975       | 31,34%         | 19 016      | 43,82 %        | 13 155 | 28,00 %              | 12                   |                      |
| Faton Topalli   | Vetëvendosje!                       | 10 604       | 22,80 %        |             |                | 7 991  | 17,01 %              | 7                    |                      |
| Xhavit Zariqi   | Alliance pour l'Avenir du Kosovo    | 2 289        | 4,49 %         |             |                | 5 519  | 11,75 %              | 5                    |                      |
| Amir Rexhepi    | Alliance pour un nouveau Kosovo     | 910          | 1,79 %         |             |                | 1 800  | 3,83 %               | 2                    |                      |
| Qazim Rahmani   | Parti ashkali pour l'Intégration    | 548          | 1,07 %         |             |                | 524    | 1,12 %               | 0                    |                      |
| Besnik Berisha  | L'Initiative pour le Kosovo (NISMA) | 448          | 0,88 %         |             |                | 2 253  | 4,80 %               | 2                    |                      |
| Bashkim Fazliu  | Initiative citoyenne de Ferizaj     | 244          | 0,48 %         |             |                | 486    | 1,03 %               | 0                    |                      |

### Gjakovë
|                    |                                               | Premier tour | Premier tour   | Second tour | Second tour    |        | Assemblée municipale | Assemblée municipale | Assemblée municipale |
| Candidats          | Parti                                         | Voix         | % des exprimés | Voix        | % des exprimés | Voix   | % des exprimés       | Sièges               |                      |
| ------------------ | --------------------------------------------- | ------------ | -------------- | ----------- | -------------- | ------ | -------------------- | -------------------- | -------------------- |
| Adrian Gjini       | Alliance pour l'Avenir du Kosovo              | 17 219       | 39,88%         | 21 999      | 53,46%         | 10 148 | 25,19 %              | 9                    |                      |
| Mimoza Kusari Lila | L'Alternative (Kosovo)                        | 13 860       | 32,10%         | 19 152      | 46,54 %        | 6 796  | 16,87 %              | 6                    |                      |
| Driton Çaushi      | Vetëvendosje!                                 | 5 557        | 12,87 %        |             |                | 5 363  | 13,31 %              | 5                    |                      |
| Ramadan Hoti       | Parti démocratique du Kosovo                  | 3 506        | 8,12 %         |             |                | 5 714  | 14,18 %              | 5                    |                      |
| Bekim Ermeni       | Ligue démocratique du Kosovo                  | 1 582        | 3,66 %         |             |                | 3 896  | 9,67 %               | 4                    |                      |
| -                  | Parti démocratique albanais du Kosovo (PSHDK) | -            | -              |             |                | 3 892  | 9,66 %               | 3                    |                      |
| Fazli Hoxha        | L'Initiative pour le Kosovo (NISMA)           | 986          | 2,28 %         |             |                | 1 893  | 4,70 %               | 2                    |                      |
| Edmond Dushi       | Alliance pour un nouveau Kosovo               | 463          | 1,07 %         |             |                | 1 330  | 3,30 %               | 1                    |                      |

### Mitrovicë
|                |                                     | Premier tour | Premier tour   | Second tour | Second tour    |       | Assemblée municipale | Assemblée municipale | Assemblée municipale |
| Candidats      | Parti                               | Voix         | % des exprimés | Voix        | % des exprimés | Voix  | % des exprimés       | Sièges               |                      |
| -------------- | ----------------------------------- | ------------ | -------------- | ----------- | -------------- | ----- | -------------------- | -------------------- | -------------------- |
| Valdete Idrizi | Parti démocratique du Kosovo        | 9 119        | 29,45%         | 12 245      | 42,59 %        | 8 253 | 29,00 %              | 11                   |                      |
| Agim Bahtiri   | Alliance pour un nouveau Kosovo     | 8 393        | 27,11%         | 16 509      | 57,41%         | 5 001 | 17,57 %              | 7                    |                      |
| Safet Kamberi  | Ligue démocratique du Kosovo        | 6 695        | 21,62 %        |             |                | 5 761 | 20,24 %              | 7                    |                      |
| Fehmi Ferati   | Vetëvendosje!                       | 4 885        | 15,78 %        |             |                | 4 820 | 16,93 %              | 6                    |                      |
| Esat Peci      | Alliance pour l'Avenir du Kosovo    | 596          | 1,92 %         |             |                | 1 604 | 5,64 %               | 2                    |                      |
| Qazim Shala    | L'Initiative pour le Kosovo (NISMA) | 357          | 1,15 %         |             |                | 1 037 | 3,64 %               | 1                    |                      |
| -              | Parti de la justice                 |              |                |             |                | 864   | 3,04 %               | 1                    |                      |
| Basri Brahimi  | candidat indépendant                | 330          | 1,07 %         |             |                | -     | -                    | -                    |                      |
| Fisnik Gjinaj  | candidat indépendant                | 213          | 0,69 %         |             |                | -     | -                    | -                    |                      |
| Nyset Pretini  | Partia Fjala                        | 188          | 0,61 %         |             |                | 222   | 0,78 %               | 0                    |                      |
| Mehmet Mehmeti | L'Alternative (Kosovo)              | 187          | 0,60           |             |                | 343   | 1,21 %               | 0                    |                      |

### Pejë
|                   |                                     | Premier tour | Premier tour   |        | Assemblée municipale | Assemblée municipale | Assemblée municipale |
| Candidats         | Parti                               | Voix         | % des exprimés |        | Voix                 | % des exprimés       | Sièges               |
| ----------------- | ----------------------------------- | ------------ | -------------- | ------ | -------------------- | -------------------- | -------------------- |
| Gazmend Muhaxheri | Ligue démocratique du Kosovo        | 22 014       | 50,23%         | 16 385 | 39,39                | 15                   |                      |
| Fatmir Gashi      | Alliance pour l'Avenir du Kosovo    | 13 980       | 32,90 %        | 11 440 | 27,50 %              | 10                   |                      |
| Sabiha Shala      | Parti démocratique du Kosovo        | 4 105        | 9,37 %         | 5 376  | 12,92 %              | 5                    |                      |
| Bashkim Nurboja   | Vetëvendosje!                       | 2 822        | 6,44 %         | 3 582  | 8,61 %               | 3                    |                      |
| Sali Kelmendi     | L'Initiative pour le Kosovo (NISMA) | 391          | 0,89 %         | 899    | 2,16 %               | 1                    |                      |
| Reshat Nurboja    | L'Alternative (Kosovo)              | 286          | 0,65 %         | 912    | 2,19 %               | 1                    |                      |
| Eneida Kelmendi   | Partia Fjala                        | 226          | 0,52 %         | 219    | 0,53                 | 0                    |                      |

### Prizren
|                    |                                     | Premier tour | Premier tour   | Second tour | Second tour    |        | Assemblée municipale | Assemblée municipale | Assemblée municipale |
| Candidats          | Parti                               | Voix         | % des exprimés | Voix        | % des exprimés | Voix   | % des exprimés       | Sièges               |                      |
| ------------------ | ----------------------------------- | ------------ | -------------- | ----------- | -------------- | ------ | -------------------- | -------------------- | -------------------- |
| Shaqir Totaj       | Parti démocratique du Kosovo        | 19 869       | 29,75%         | 25 577      | 49,64 %        | 19 431 | 31,21 %              | 13                   |                      |
| Mytaher Haskuka    | Vetëvendosje!                       | 14 967       | 22,41%         | 25 949      | 50,36%         | 10 528 | 16,61 %              | 7                    |                      |
| Hatim Baxhaku      | Ligue démocratique du Kosovo        | 13 055       | 19,54 %        |             |                | 9 495  | 15,25 %              | 6                    |                      |
| Lulzim Kabashi     | Alliance pour l'Avenir du Kosovo    | 5 814        | 8,70 %         |             |                | 5 429  | 8,72 %               | 4                    |                      |
| Zafir Berisha      | L'Initiative pour le Kosovo (NISMA) | 5 404        | 8,09 %         |             |                | 5 194  | 8,34 %               | 4                    |                      |
| Sencar Karamuço    | Parti Turc Démocratique du Kosovo   | 3 659        | 5,48 %         |             |                | 4 503  | 7,23 %               | 3                    |                      |
| -                  | Coalition VAKAT                     |              |                |             |                | 3 442  | 5,53 %               | 2                    |                      |
| Emilja Redzepi     | Nouvelle Demokratska Stranka        | 3 059        | 4,58 %         |             |                | 2 477  | 3,98 %               | 2                    |                      |
| Osman Krasniqi     | Alliance pour un nouveau Kosovo     | 423          | 0,63 %         |             |                | 589    | 0,95 %               | 0                    |                      |
| Nexhmedin Ramadani | Partia Fjala                        | 345          | 0,52 %         |             |                | 214    | 0,34 %               | 0                    |                      |
| Veton Qipa         | L'Alternative (Kosovo)              | 203          | 0,30 %         |             |                | 304    | 0,49 %               | 0                    |                      |